# Nipponomyia kamengensis
Nipponomyia kamengensis là một loài ruồi trong họ Pediciidae. Chúng phân bố ở vùng Indomalaya.